# Nanokogia
Nanokogia — вимерлий рід малих кашалотів, які мешкали біля узбережжя Панами під час пізнього міоцену.

## Опис
Нанокогія відрізняється від інших когіїд відсутністю функціональних зубів на верхній щелепі. Відсутність функціональних зубів також спостерігається у сучасних карликових кашалотів і вимерлого роду Scaphokogia.

## Біологія
Nanokogia покладався на відсмоктування-годування для лову кальмарів і риб.